# ABCash Technologies
株式会社ABCash Technologies（エービーキャッシュテクノロジーズ）は東京都渋谷区に本社を置く日本のベンチャー企業。
お金のトレーニングスタジオ「ABCash」を運営している。

## 概要
2018年2月、株式会社サイバーエージェントを退職した児玉隆洋が株式会社ABCash Technologiesを設立。同年6月にお金のトレーニングスタジオ「ABCash」をリリース。2021年6月には法人向けで従業員の資産形成支援プログラムをリリース。
また、資金調達は2019年に約3.7億万円、2020年に約9.5億円、2022年3月に約12億円の3回実施している（2022年6月）。
2023年（令和５年）８月に共同創業者である辻侑吾が代表取締役社長に就任。
2025年（令和７年）３月には日本の金融リテラシー向上を目指し「金融教育の未来を創る企業連合会」を設立。代表理事を務める。

## 沿革
- 2018年
  - 2月 - 株式会社ABCash Technologies(旧bookee)を設立。
  - 6月 - お金のパーソナルトレーニングサービス「ABCash」を開始
  - 8月 - OMOTESANDOスタジオオープン
  - 10月 - GINZA SIXスタジオオープン
- 2019年
  - 2月 - MARUNOUCI OAZOスタジオオープン
  - 5月 -  IKEBUKURO METROPOLITANスタジオオープン
  - 7月 - シリーズA 約３.7億円資金調達
  - -「CCWA2019 アジア・パシフィック大会」にて準優勝を受賞[7]
  - 8月 - 週刊東洋経済の「すごいベンチャー100」にABCash Technologiesが選出[8]
  - 12月 - 株式会社ABCashTechnologiesに商号変更
  - - SHINJUKU LINK SQUAREスタジオオープン
  - - SHIBUYA SCRANBLE SQUAREスタジオオープン[9]
  - -「日本スタートアップピッチファイナル2019」にて金賞を受賞[10]
- 2020年
  - 2月 - ROLAブランドアンバサダー就任[11]
  - 8月 - 和同開珎の鋳造・発行日である8月29日を「おかねを学ぶ日」に制定[12]
  - 10月 - シリーズB 累計9.5億円資金調達
  - 12月 - SHIBUYA MARK CITYに本社移転
  - - SHIBUYA MARK CITYスタジオオープン[13]
- 2021年
  - 5月 - 「ABCash」累計受講者数1万人突破
  - 6月 - 法人向けサービス「ABCare」リリース
  - 7月 - 伊藤忠商事株式会社と資本業務提携を締結[14]
  - 10月 - 「ABCash for Athlete」始動[15]
  - 12月 - 「FINTECH JAPAN2021 Startup Pitch Battle」にて準優勝を受賞[16]
- 2022年
  - 3月 -「FINOPITCH 2022」にてオーディエンス賞を受賞[17]
  - - シリーズC 約12億円資金調達 　
  - 5月 - 「ABCash」累計受講者数2万人突破
- 2023年
  - 5月 - 「ABCash」累計受講者数3万人突破
  - 8月 - 児玉隆洋社長の辞任
  - 　　- 代表取締役社長に辻侑吾が就任
  - 10月 - 「ABCash」累計受講者数4万人突破

- 2024年
  - 2月 - 「ABCash」累計受講者数5万人突破
  - 4月 - 大阪支店を開設
  - 8月 - 「ABCash」累計受講者数6万人突破

- 2025年
  - 1月 - 投資のパーソナルトレーニング「CASHUP」を開始
  - 2月 - 「ABCash」累計受講者数7万人突破
  - 3月 - 「金融教育の未来を創る企業連合会」を設立

## メディア出演

### テレビ
- 『報道ステーション』(テレビ朝日)
- 『ニュース7』(NHK)
- 『Live News イット!』(フジテレビ)
- 『グッド！モーニング』(テレビ朝日)
- 『IPOのたまご』(日経CNBC)[18]
- 『タダイマ！』(RKB毎日放送)[19]
- 『マネーのまなび』(BSテレ東)
- 『NISAの日スペシャル』(日経CNBC)
- 『Powerd by TV』(TOKYO MX)
- 『めざまし８』（フジテレビ）
- 『DayDay.』（日本テレビ）
- 『WBS』（テレビ東京）

### ラジオ
- 『価値組ビジネス』(ラジオ日本)[20]
- 『STEP ONE』(J−WAVE)
- 『ONE MORNING』(TOKYO FM)

### 雑誌
- 『GOETHE』(幻冬舎) - 連載「アフターコロナのお金論」[20]
- 『anan』(マガジンハウス) - 2019/01/30号　No.2136[21]
- 『週刊東洋経済』(東洋経済新報社) - 2019/08/24号　[22]
- 『VOGUE GIRL』(コンデナスト・ジャパン) -　連載「未来のために知っておきたい"お金"のこと。」 [23]
- 『sweet』(宝島社) -　特集「お金に強いオンナになる」 (2021/04/12号)

### インターネット
- 『STAGE』(Financial Academy)[24]
- 『4MEEE』[25]
- 『経営ハッカー』(Freee)[26]
- 『東洋経済オンライン』(東洋経済新報社)[27]
- 『FastGrow Pitch』(FASTGROW)[28]
- 『イマ、ココ、注目社長！』(KEIEISHA TERRACE)[29]
- 『The Central Dot』(博報堂）[30]
- 『日本経済新聞電子版』(日本経済新聞社) [31]
- 『日経ビジネス』 - 1分で分る「起業家たち」のリンカク(日経BP)[32]
- 『NewsPicks』 - 特集「スタートアップが「今あえてWeWorkを選ぶ」理由とは」[33]
- 『WealthPark研究所』(WealthPark) [34]
- 『DIAMOND SIGNAL』(DIAMOND)[35]
- 『Morning Pitch』(デロイト トーマツ ベンチャーサポート株式会社、野村證券株式会社)[36]
- 『トレンドニュースナビ！』(TBSチャンネル)
- 『MUGENLABO Magazine』(KDDI)[37]
- 『KEIEISHA TERRACE』(経営者JP）[38]